# ژانت الیزابت بلیک
ژانت الیزابت بلیک حقوق‌دان ایرانی-انگلیسی و دانشیار دانشگاه شهید بهشتی است. او برای کتابش تحت‌عنوان حقوق میراث فرهنگی بین‌المللی (به انگلیسی: International Cultural Heritage Law) (انتشارات آکسفورد) برگزیدهٔ اولِ جشنوارهٔ فارابی (دورهٔ نهم) شد.